# Bergkamen
Bergkamen est une ville d'Allemagne située dans l'arrondissement d'Unna dans le land Rhénanie-du-Nord-Westphalie.
Bergkamen est située dans la partie orientale de la Ruhr, le long de la rivière Lippe et à une quinzaine de kilomètres au nord de Dortmund et à l'ouest de Hamm.
Le site de Bergkamen est attesté depuis l'époque romaine. Le Musée Municipal de Bergkamen présente aux visiteurs les découvertes effectuées lors des fouilles archéologiques du site antique de Roemerlager.

Les six villages composant Bergkamen

Bergkamen désigne, aujourd'hui, une ville nouvelle créée en 1966 par la fusion de six petites communes rurales :

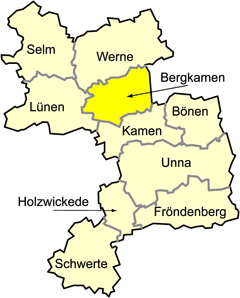
Localisation de Bergkamen

- Heil
- Mitte
- Oberaden
- Overberge
- Rünthe
- Weddinghofen

## Jumelages
La ville de Bergkamen est jumelée avec :
- Gennevilliers (France) depuis 1995
- Hettstedt (Allemagne) depuis 1990
- Taşucu (Turquie) depuis 1994
- Wieliczka (Pologne) depuis 1995

## Notes et références

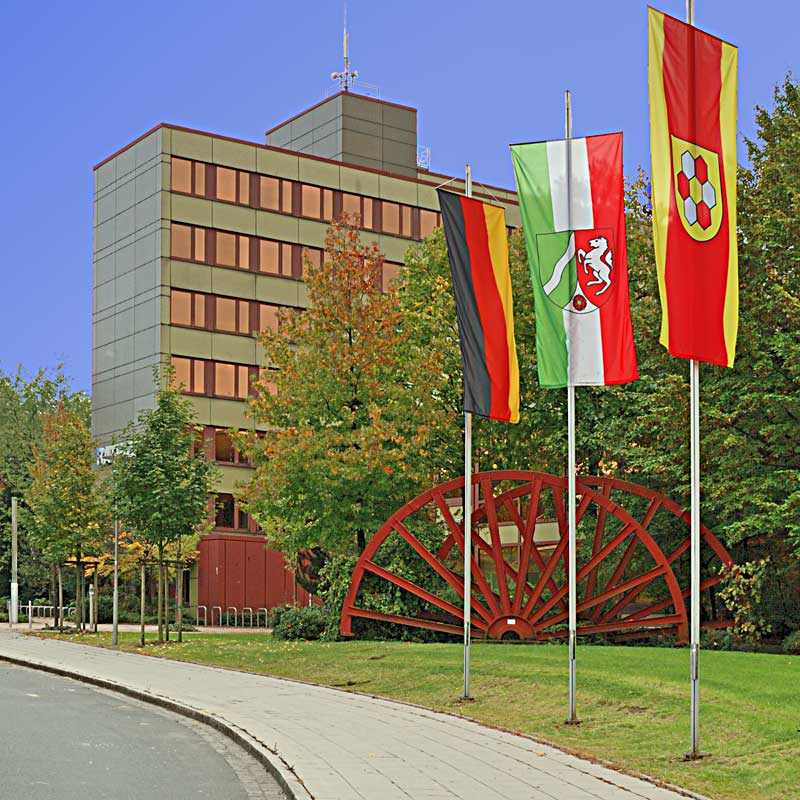
L'Hôtel-de-Ville de Bergkamen

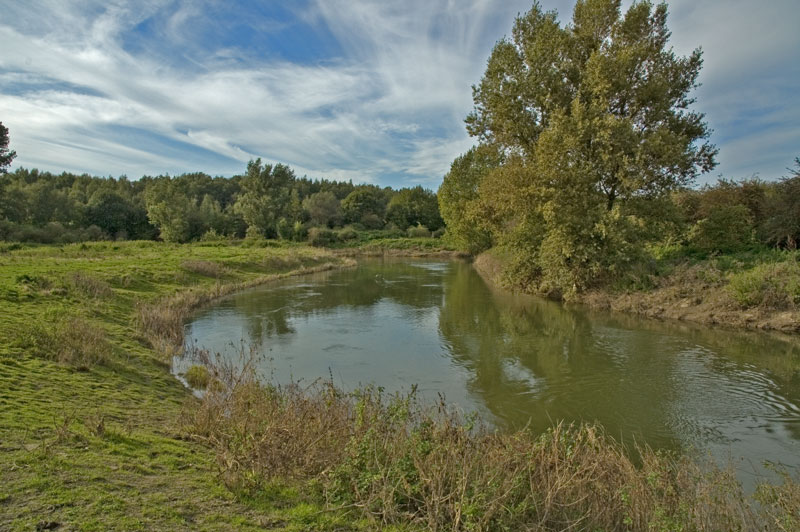
La rivière Lippe à Bergkamen